# 앨버트 말츠

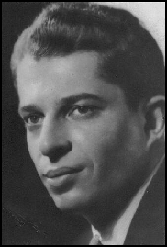
앨버트 말츠

앨버트 말츠(Albert Maltz, 1908년 10월 28일 ~ 1985년 4월 26일)는 미국의 극작가다.
컬럼비아 대학을 졸업한 후 또다시 예일 대학에서 연극을 공부했다. 처음에는 에바 르 갈리엔의 시빅 극단에 참가하였고, 후에는 시어터 유니온의 창설자가 되어 사회적 선동극(煽動劇)을 개척했다. <지상의 평화>(1933)는 스클러와의 공동작인데, 극장 운동의 최초의 연출물이 되었다. 이 밖에 <블랙 피트>(1935) 등이 있다. 또한 소설도 쓰고 있는데, 근작(近作)으로는 <어느 정월의 이야기>(1964)가 있다.